# Hilvarenbeek
Hilvarenbeek és un municipi de la província del Brabant del Nord, al sud dels Països Baixos. L'1 de gener del 2009 tenia 15.082 habitants repartits sobre una superfície de 96,48 km² (dels quals 1,56 km² corresponen a aigua). Limita al nord amb Goirle, Tilburg i Oisterwijk, a l'est amb Oirschot i al sud amb Ravels i Reusel-De Mierden. 	

## Centres de població
Baarschot, Biest-Houtakker, Diessen, Esbeek, Haghorst.

## Ajuntament
- Gemeenschapslijst 3 regidors
- HOI Werkt 7 regidors
- LEV 1 regidor
- CDA 3 regidors
- VVD 3 regidors